# Anomospermum reticulatum
Anomospermum reticulatum là một loài thực vật có hoa trong họ Biển bức cát. Loài này được (Mart.) Eichler mô tả khoa học đầu tiên năm 1864.